# Municipio de Meriden (Illinois)
El municipio de Meriden (en inglés: Meriden Township) es un municipio ubicado en el condado de LaSalle en el estado estadounidense de Illinois. En el año 2010 tenía una población de 324 habitantes y una densidad poblacional de 3,55 personas por km².

## Geografía
El municipio de Meriden se encuentra ubicado en las coordenadas 41°35′2″N 88°59′40″O / 41.58389, -88.99444. Según la Oficina del Censo de los Estados Unidos, el municipio tiene una superficie total de 91.36 km², de la cual 91,36 km² corresponden a tierra firme y (0 %) 0 km² es agua.

## Demografía
Según el censo de 2010, había 324 personas residiendo en el municipio de Meriden. La densidad de población era de 3,55 hab./km². De los 324 habitantes, el municipio de Meriden estaba compuesto por el 98,46 % blancos, el 0,31 % eran afroamericanos y el 1,23 % eran de una mezcla de razas. Del total de la población el 3,7 % eran hispanos o latinos de cualquier raza.